# Торопцев, Иннокентий Васильевич
Иннокентий Васильевич Торопцев (1 [14] сентября 1907, Слюдянка — 22 октября 1985, Томск) — советский учёный-медик, ректор Томского медицинского института (1958—1974)

## Биография
Родился 14 сентября 1907 года на станции Слюдянка Кругобайкальской железной дороги в семье железнодорожного служащего. Младший ребёнок в семье. Мать: Торопцева Татьяна Александровна, отец: Торопцев Василий Михайлович. Женат. Супруга: Торопцева (Неболюбова) Галина Евгеньевна.
Окончил медицинский факультет Томского университета (1931), затем — аспирантуру там же. Кандидат медицинских наук (1937, тема диссертации «Склеропигментные узелки в селезёнке»).
С 1933 года преподавал в Томском медицинском институте, доцент (1940), с 1947 года — заведующий кафедрой патологической анатомии, декан лечебного факультета (1950—1953), заместитель директора по научной работе (1953—1958), ректор (1958—1974).
В годы Великой Отечественной войны организовал прозектуру эвакогоспиталей.
Доктор медицинских наук (1947, тема диссертации «Материалы к проблеме бактерицидов растительного происхождения»), профессор (1947).
Член-корреспондент АМН СССР (1961), действительный член АМН СССР (1969).
Автор более 134 работ, в том числе 5 монографий, 60 изобретений.
Отличительная черта: Владел безукоризненной техникой патологоанатомических вскрытий, широкая эрудиция, требовательность к себе и сотрудникам.
Интересы, хобби: Музыка, живопись, литература, охота.
Скончался 22 октября 1985 года в г. Томске на 79-м году жизни.

## Научная работа
Выделил из чеснока кристаллическое вещество, дающее при гидролизе летучие фракции с бактерицидным эффектом, на основе которого был создан дефензонат.
В 1950-е годы вёл исследования лучевой болезни.
Создал научную школу, среди его учеников 22 доктора и 30 кандидатов наук.

## Награды
- Орден Ленина (1961, 1966)
- орден Октябрьской Революции (1971)
- орден «Знак Почёта» (1953)
- медаль «За доблестный труд. В ознаменование 100-летия со дня рождения Владимира Ильича Ленина» (1970)
- «За доблестный труд в Великой Отечественной войне 1941—1945 гг.» (1945)

## Память
Скульптурный портрет на фасаде СибГМУ (2007, скульптор А. П. Гнедых)

## Дополнительные источники
- Торопцев Иннокентий Васильевич. Электронная энциклопедия СибГМУ (14 августа 2019). Дата обращения: 4 июля 2023.
- Ордина О. М. Торопцев Иннокентий Васильевич // Большая медицинская энциклопедия : в 30 т. / гл. ред. Б. В. Петровский. — 3-е изд. — М. : Советская энциклопедия, 1985. — Т. 25 : Тениус — Углекислота. — С. 177. — 544 с. : ил.
- Торопцев Иннокентий Васильевич (14.09.1907–22.10.1985). В кн.: Кто есть кто в патологической анатомии в России. Биографический справочник. Редактор-составитель А.Н. Зубрицкий. М.: Астрея-центр, 2015: 175–177.
- Торопцев Иннокентий Васильевич (14.09.1907–22.10.1985). В кн.: Зубрицкий А.Н. Кто есть кто в патологической анатомии в России. Биографический справочник. Издание второе, переработанное, исправленное и дополненное. М.: Астрея-центр, 2017: 395–396.
- К 30-летию со дня смерти академика АМН СССР Иннокентия Васильевича Торопцева. В кн.: Зубрицкий А.Н. Юбилейные и памятные даты патологоанатомов России за 4 года (2015, 2016, 2017 и 2018 годы). М.: Астрея-центр, 2018: 157–159.
- К 110-летию со дня рождения академика АМН СССР Иннокентия Васильевича Торопцева. В кн.: Зубрицкий А.Н. Юбилейные и памятные даты патологоанатомов России за 4 года (2015, 2016, 2017 и 2018 годы). М.: Астрея-центр, 2018: 504–506.
- К 35-летию со дня смерти академика АМН СССР Иннокентия Васильевича Торопцева. В кн.: Зубрицкий А.Н. Юбилейные и памятные даты патологоанатомов России за три года (2019–2021). М.: Пробел-2000, 2023: 341–343.
- К 115-летию со дня рождения академика АМН СССР Иннокентия Васильевича Торопцева. В кн.: Зубрицкий А.Н. Юбилейные и памятные даты патологоанатомов России за два года (2022–2023). М.: ООО «Сам Полиграфист», 2023: 145–146.
- Zubritsky Alexander. The questionnaire portraits of four Russian pathologists. Virchows Arch. (2020). 477. E–PS–14 –006. Suppl. 1: S325.